# Včelince
Včelince és un poble i municipi d'Eslovàquia. Es troba a la regió de Banská Bystrica.

## Història
La primera menció escrita de la vila es remunta al 1332.

## Demografia
| Godina             | 1994 | 2004    | 2014   | 2024   |
| ------------------ | ---- | ------- | ------ | ------ |
| Nombre de persones | 680  | 763     | 785    | 816    |
| Diferència         |      | +12,20% | +2,88% | +3,94% |

| Godina             | 2023 | 2024   |
| ------------------ | ---- | ------ |
| Nombre de persones | 809  | 816    |
| Diferència         |      | +0,86% |